# Mamertino di Milazzo
Unter dem Namen Mamertino di Milazzo DOC oder einfach Mamertino DOC werden italienische Weiß- und Rotweine in der Provinz Messina (Region Sizilien) erzeugt. Die Weine besitzen seit 2004 eine „kontrollierte Herkunftsbezeichnung“ (Denominazione di origine controllata – DOC), die zuletzt am 7. März 2014 aktualisiert wurde.

## Anbau
Der Anbau ist in der Provinz Messina in folgenden Gemeinden zugelassen: Alì, Alì Terme, Barcellona Pozzo di Gotto, Basicò, Castroreale, Condrò, Falcone, Fiumedinisi, Furnari, Gualtieri Sicaminò, Itala, Librizzi, Mazzarrà Sant’Andrea, Merì, Milazzo, Monforte San Giorgio, Montalbano Elicona, Nizza di Sicilia, Oliveri, Pace del Mela, Patti, Roccalumera, Roccavaldina, Rodì Milici, San Filippo del Mela, Santa Lucia del Mela, San Pier Niceto, Scaletta Zanclea, Terme Vigliatore, Torregrotta und Tripi.

## Erzeugung
Folgende Verschnittweine können in dieser Denomination aus den genannten Rebsorten erzeugt werden:
- Mamertino di Milazzo Bianco und Mamertino di Milazzo Bianco „Riserva“: Zusammen mindestens 35 % Grillo und Inzolia (auch „Ansonica“ genannt). Jede Rebsorte muss zu mindestens 10 % enthalten sein, ebenso mindestens 45 % Catarratti. Höchstens 20 % andere weiße Rebsorten, die für den Anbau in der Region Sizilien zugelassen sind, dürfen zugesetzt werden.
- Mamertino di Milazzo Rosso und Mamertino di Milazzo Rosso „Riserva“: Mindestens 60 % Nero d’Avola (der hier auch „Calabrese“ heißt) und mindestens 10 % Nocera. Höchstens 30 % andere rote Rebsorten, die für den Anbau in der Region Sizilien zugelassen sind, dürfen zugesetzt werden.

Weiterhin werden fast sortenreine Weine erzeugt, mit Angabe der jeweiligen Rebsorte:
- Mamertino di Milazzo Nero d’Avola (oder Calabrese) und Mamertino di Milazzo Nero d’Avola „Riserva“: Nero ’Avola muss zu mindestens 85 % enthalten sein. Höchstens 15 % andere analoge Rebsorten, die für den Anbau in der Region Sizilien zugelassen sind, dürfen zugesetzt werden.
- Mamertino di Milazzo Grillo-Inzolia (oder Grillo-Ansonica), auch in umgekehrter Reihenfolge: 100 %, wobei jede der beiden Rebsorten zu mindestens 20 % enthalten sein muss.[1]

## Beschreibung
Laut Denomination (Auszug):

### Mamertino di Milazzo oder Mamertino bianco
- Farbe: mehr oder weniger intensives strohgelb – bisweilen mit grünlichen Reflexen
- Geruch: angenehm, fein, charakteristisch, mehr oder weniger fruchtig
- Geschmack: trocken, ausgewogen
- Alkoholgehalt: mindestens 11,5 Vol.-%, für „Riserva“ mindestens 13,0 Vol.-%
- Säuregehalt: mind. 5,0 g/l
- Trockenextrakt: mind. 15,0 g/l, für „Riserva“ mind. 20,0 g/l

### Mamertino di Milazzo oder Mamertino rosso
- Farbe: mehr oder weniger helles rubinrot – tendiert mit zunehmender Reife zu ziegelrot
- Geruch: typisch, leicht fruchtig, zart
- Geschmack: trocken, körperreich, schmackhaft
- Alkoholgehalt: mindestens 12,5 Vol.-%, für „Riserva“ mindestens 13,0 Vol.-%
- Säuregehalt: mind. 4,5 g/l
- Trockenextrakt: mind. 20,0 g/l, für „Riserva“ mind. 22,0 g/l